# Herbert (fiume)
Il fiume Herbert (in inglese: Herbert River) è un fiume del Queensland, in Australia. È il più meridionale dei sistemi fluviali tropicali umidi del Queensland, è stato scoperto nel 1864 dall'esploratore George Elphinstone Dalrymple e prende il nome da Robert George Wyndham Herbert, il primo Premier del Queensland.